# Pycnostega stilbia
Pycnostega stilbia là một loài bướm đêm trong họ Geometridae.